# Les Années bonheur
 (janvier 2021).
Si vous disposez d'ouvrages ou d'articles de référence ou si vous connaissez des sites web de qualité traitant du thème abordé ici, merci de compléter l'article en donnant les références utiles à sa vérifiabilité et en les liant à la section « Notes et références ».
Les Années bonheur était une émission de télévision française diffusée du 16 décembre 2006 au 11 mai 2019. Celle-ci était produite par Magic TV et présentée par Patrick Sébastien. Elle était diffusée sur France 2 et sur TV5 Monde le samedi soir, en première partie de soirée.
Jusqu'en juin 2014, l'émission était enregistrée sur le plateau B1 des studios de Bry-sur-Marne. Elle a ensuite été tournée au Studio 128 des Studios de France à la Plaine Saint Denis et à présent sur le plateau L5 des Studios du Lendit également à La Plaine Saint-Denis sur le même plateau que celui de l'émission Le Plus Grand Cabaret du monde mais avec un décor légèrement modifié.
En septembre 2017, la direction de France 2 décide d'arrêter prématurément l'émission ; en effet la chaîne décide de limiter l'émission de Patrick Sébastien à deux numéros durant la saison 2017-2018.
Lundi 20 novembre 2017, Patrick Sébastien annonce dans une vidéo sur sa chaîne YouTube, qu'il a réussi à négocier avec la direction de France 2, sans aucuns frais supplémentaires, le retour pour deux nouveaux numéros inédits de l’émission en 2018. En effet, il a eu l'idée d'échanger deux numéros de son autre émission Le Plus Grand Cabaret du monde avec deux numéros de l'émission Les Années bonheur.

## Principe de l'émission
Au programme de la soirée, musiques et sketches en tout genre. Il s'agit d'un rendez-vous teinté de nostalgie, qui met à l'honneur des vedettes d'hier et d'aujourd'hui. Artistes, chanteurs, imitateurs et humoristes rivalisent pour donner le meilleur de leurs créations.